# شهرستان آرا توروک
شهرستان آرا توروک (به اویغوری: ئارا تۈرۈك ناھىيىسى) و یا شهرستان ییوو (به چینی: 伊吾县، به پین‌یین: Yīwú Xiàn) یکی از شهرستان‌های جمهوری خلق چین است که تابع شهر در سطح ولایت قومول می باشد.

## جمعیت
| ترکیب قومیتی شهرستان آرا توروک | ترکیب قومیتی شهرستان آرا توروک | ترکیب قومیتی شهرستان آرا توروک | ترکیب قومیتی شهرستان آرا توروک | ترکیب قومیتی شهرستان آرا توروک |
| ------------------------------ | ------------------------------ | ------------------------------ | ------------------------------ | ------------------------------ |
| قومیت                          | قومیت                          |                                | درصد                           | درصد                           |
| اویغور                         | اویغور                         |                                | ۴۷٫۳٪                          | ۴۷٫۳٪                          |
| هان                            | هان                            |                                | ۲۶٫۲٪                          | ۲۶٫۲٪                          |
| قزاق                           | قزاق                           |                                | ۲۱٫۹٪                          | ۲۱٫۹٪                          |
| هوئی                           | هوئی                           |                                | ۳٫۹٪                           | ۳٫۹٪                           |
| مغول                           | مغول                           |                                | ۰٫۱٪                           | ۰٫۱٪                           |
| سایر                           | سایر                           |                                | ۰٫۶٪                           | ۰٫۶٪                           |
| منبع سرشماری جمعیت :           |                                |                                |                                |                                |